# 马里亚克
马里亚克（法語：Mariac，法語發音：[maʁjak]）是法国阿尔代什省的一个市镇，属于罗讷河畔图尔农区。

## 地理
马里亚克（44°53'1"N, 4°22'3"E）面积16.39 平方千米，位于法国奥弗涅-罗讷-阿尔卑斯大区阿尔代什省，该省份为法国东南部内陆省份，北起顺时针与卢瓦尔省、伊泽尔省、德龙省、沃克吕兹省、加尔省、洛泽尔省和上盧瓦爾省接壤。
与马里亚克接壤的市镇（或旧市镇、城区）包括：阿孔、阿尔桑斯、多尔纳、圣昂代奥勒-德富尔沙德、圣马丹德瓦拉马斯。

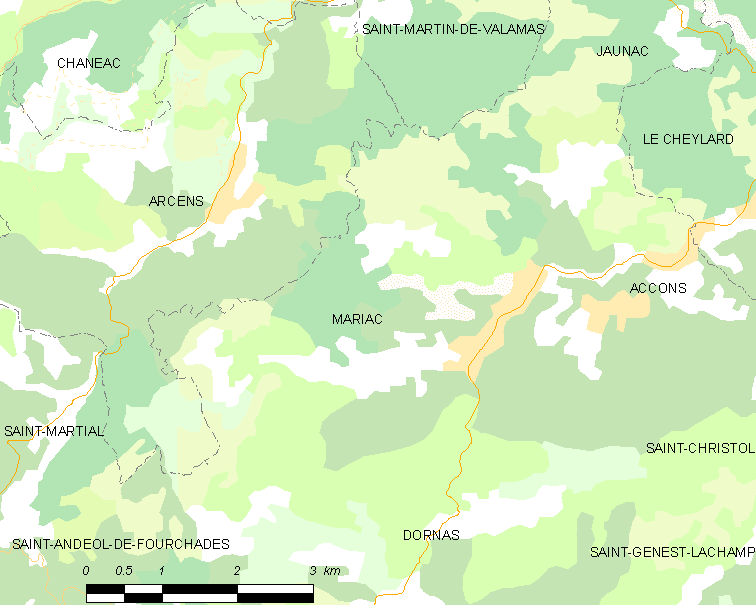
马里亚克的OSM定位图

马里亚克的时区为UTC+01:00、UTC+02:00（夏令时）。

## 行政
马里亚克的邮政编码为07160，INSEE市镇编码为07150。

## 政治
马里亚克所属的省级选区为上埃里约县。

## 人口

1962-2008年间马里亚克人口变化图示

马里亚克于2022年1月1日时的人口数量为541人。